# Trajko Welanoski
Trajko Welanoski, mac. Трајко Вељаноски (ur. 2 listopada 1962 w Skopju) – macedoński polityk i prawnik, w latach 2008–2017 przewodniczący Zgromadzenia Republiki Macedonii.

## Życiorys
Ukończył studia prawnicze na Uniwersytecie Świętych Cyryla i Metodego w Skopju. W 1988 uzyskał uprawnienia zawodowe, po czym podjął praktykę praktykował w zawodzie prawnika. W 1993 dołączył do Wewnętrznej Macedońskiej Organizacji Rewolucyjnej – Demokratycznej Partii Macedońskiej Jedności Narodowej (WMRO-DPMNE). Przewodniczył partyjnej komisji do spraw prawnych, reprezentował ją też w państwowej komisji wyborczej. W 1999 został podsekretarzem stanu w ministerstwie sprawiedliwości, przeszedł wkrótce na stanowisko wiceministra w tym resorcie.
W 2006 po raz pierwszy uzyskał mandat posła do Zgromadzenia Republiki Macedonii. Z powodzeniem ubiegał się o reelekcję w wyborach w 2008, 2011, 2014 i 2016. W czerwcu 2008 wybrano go na przewodniczącego macedońskiego parlamentu, utrzymał tę funkcję w kolejnych kadencjach. W kwietniu 2017 na jego następcę wybrano Talata Xhaferiego.